# 27966 Changguang
27966 Changguang este un asteroid din centura principală de asteroizi.

## Descriere
27966 Changguang este un asteroid din centura principală de asteroizi. A fost descoperit pe 16 septembrie 1997 la Xinglong în cadrul programului Beijing Schmidt CCD Asteroid Program. Asteroidul prezintă o orbită caracterizată de o semiaxă mare de 2,91 ua, o excentricitate de 0,21 și o înclinație de 9,8° în raport cu ecliptica.